# Путеводитель по науке для разумного человека
«Путеводитель по науке для разумного человека» (англ. The Intelligent man's Guide to Science) — научно-популярная книга профессора биохимии Айзек Азимова об истории развития и современности естественных наук. Впервые издана в 1960 году в двух томах. Один том посвящён физическим наукам, другой — биологическим.
Книга быстро стала бестселлером. Переиздавалась в новых редакциях:
- 1965 — «Путеводитель в науку разумного человека» (англ. The New Intelligent man's Guide to Science)
- В 1969 издательство Washington Square Press издало в мягком переплёте в двух томах:
  - «Путеводитель разумного человека в физические науки» (англ. The Intelligent man's Guide to the Physical Sciences)
  - «Путеводитель разумного человека в биологические науки» (англ. The Intelligent man's Guide to the Biological Sciences)
- 1972 — «Путеводитель Азимова в науку» (англ. Asimov's Guide to Science)
- 1984 — «Новый путеводитель Азимова в науку» (англ. Asimov's New Guide to Science)

Выходит на многих языках до сих пор, в том числе и на русском.
В книге представлено развитие главных проблем и вопросов науки от времён античности, эпохи Возрождения и до современности (последняя редакция 1983 года). Автор пытается быть объективным и хотя бы кратко обрисовывать все главные существующие на момент написания теории и гипотезы, отмечая про некоторые из них, что сам он другого мнения. Книга содержит разделы, посвящённые физическим и биологическим наукам, а также несколько зарисовок прикладной математики в науке.